# Nida (geslacht)
Nida is een kevergeslacht uit de familie van de boktorren (Cerambycidae). De wetenschappelijke naam van het geslacht werd voor het eerst geldig gepubliceerd in 1867 door Pascoe.

## Soorten
Nida omvat de volgende soorten:
- Nida andamanica Gahan, 1906
- Nida championi Gardner, 1926
- Nida flavovittata Pascoe, 1867
- Nida kala Gardner, 1936